# Vastseliina kommun
Vastseliina vald är en kommun i Estland.   Den ligger i landskapet Võrumaa, i den sydöstra delen av landet, 240 km sydost om huvudstaden Tallinn. Antalet invånare är 2 165. Arean är 223 kvadratkilometer.
Terrängen i Vastseliina vald är platt.
Följande samhällen finns i Vastseliina vald:
- Vastseliina
- Viitka
- Külaoru